# Chauliogryllacris grahami
Chauliogryllacris grahami är en insektsart som beskrevs av Rentz, D.C.F. 1990. Chauliogryllacris grahami ingår i släktet Chauliogryllacris och familjen Gryllacrididae. Inga underarter finns listade i Catalogue of Life.